# Real to Real Cacophony
Real to Real Cacophony är det skotska bandet Simple Minds andra album, utgivet 1979. 
Albumet har senare återutgivits med den felaktiga titeln Reel to Real Cacophony.
29 October 1979 spelade Simple Minds på Errols i Göteborg, dagen efter en spelning i Stockholm, och den 1 november spelade Simple Minds på Magasinet i Örebro.

## Låtlista
1. "Real to Real" - 2:50
2. "Naked Eye" - 2:22
3. "Citizen (Dance of Youth)" - 2:53
4. "Carnival (Shelter in a Suitcase)" - 2:51
5. "Factory" - 4:15
6. "Cacophony" - 1:41
7. "Veldt" - 3:33
8. "Premonition" - 5:29
9. "Changeling" - 4:11
10. "Film Theme" - 2:26
11. "Calling Your Name" - 5:06
12. "Scar" - 3:34